# Немонтов, Александр Андреевич
Александр Андреевич Немонтов (1 января 1924, Масленка, Владимирская губерния — 16 января 2004, Владимир) — Герой Социалистического Труда, генеральный директор производственного объединения «Техника». Депутат Совета Союза Верховного Совета СССР 11 созыва (1984—1989) от Владимирской области.

## Биография
Родился в 1924 году в деревне Маслёнка (ныне — Суздальского района). Его отец был председателем колхоза и хотел дать сыну образование, поэтому в 11 лет, после окончания начальной школы, Александр отправился во Владимир. После средней школы он поступил в авиамеханический техникум по специальности техник-технолог по холодной обработке металла резанием, который окончил ускоренным курсом из-за начавшейся войны.
28 января 1942 года весь выпуск направили на оборонный завод, А. А. Немонтов был назначен мастером. Затем переведён в конструкторский отдел, проработал там тринадцать лет, в том числе — заместителем начальника отдела.
В 1955 году с красным дипломом окончил заочное отделение Московского машиностроительного института, филиал которого был во Владимире, после чего стал начальником отдела технического контроля на заводе. Три года спустя стал главным инженером, а в 1962 году — директором завода, затем — директором, генеральным директором объединения. Во время его руководства был налажен выпуск первых станков с ЧПУ, ежегодно обновлялась треть завода: возводили первые корпуса, на пустом месте была построена «площадка Б» (замкнутое производство). В эти же годы были созданы два филиала в Закарпатской области. Один завод выпускал роботов, другой — средства автоматизации. А завод во Владимире выпускал оборудование для самолётостроения. Кроме того, завод участвовал в создании «Бурана»: разработали проекты, создали целую систему автоматизированной обработки плиток, которыми был обклеен фюзеляж «Бурана», — свыше 200 разнообразных конфигураций.
С 1959 года был депутатом городского, областного Советов депутатов трудящихся. В 1984 году избран в Верховный Совет страны от Владимирского избирательного округа. Много внимания директор завода уделял социальным вопросам, строительству жилья, содержанию пионерских лагерей. Строили свои детские сады. Немало сделано Александром Андреевичем с участием коллектива завода для города, в строительстве объектов культуры, социальной сферы.
С 1992 года — на пенсии. Жил во Владимире.
Умер 16 января 2004 года. Похоронен на кладбище села Горицы Суздальского района.

## Личная жизнь
Женился в 1946 году, на заводе работала и его супруга — Александра Васильевна. Прожили более 40 лет, в 1991-м жена скончалась. Дочь и сын окончили политехнический институт. У Александра Андреевича два внука и две внучки.

## Награды
- Герой Социалистического Труда
- орден Ленина
- орден Октябрьской Революции
- два ордена Трудового Красного Знамени
- медали
- Заслуженный машиностроитель РСФСР
- Почётный гражданин города Владимир (1.9.1981)